# Duque de Baena
Duque de Baena is een sinds 1566 bestaande Spaanse adellijke titel.

## Geschiedenis
Op 19 augustus 1566 werd de titel van hertog van Baena gecreëerd door Filips II van Spanje voor Gonzalo Fernández de Córdoba y Fernández de Córdoba (1520-1578), onder andere Duque de Sessa en heer van Baena, die tweemaal Spaans gouverneur van het hertogdom Milaan was. In 1656 werd aan deze titel de Grandeza de España verleend. De titel ging vervolgens over naar de  geslachten Osorio de Moscoso en in 1898 naar Ruiz de Arana, in welk laatste geslacht de titel zich nog steeds bevindt.
Huidig titeldrager is na het overlijden van haar vader José María Ruiz de Arana y Montalvo (1933-2004) sinds 28 maart 2006 de klinisch psychologe dr. María Cristina del Carmen Margarita Ruiz de Arana y Marone-Cinzano (1968), tevens sinds 2000 draagster van de titel Duque de Sanlúcar la Mayor; zij is via haar moeder een kleindochter van de infante Maria Cristina van Spanje (1911-1996) (ook: María Cristina de Borbón y Battenberg).

### Nederlandse connecties
In Nederland is de titel bekend geworden door José María Ruiz de Arana y Bauer, hertog de Baena (1893-1985) die tussen 1921 en 1963 in Spaanse diplomatieke dienst enkele malen in Nederland diende, de laatste zeven jaar als ambassadeur. Hij werd bekend door de instelling van de Premio Duque de Baena, een prijs voor leerlingen van de Haagse Koninklijke Academie van Beeldende Kunsten die hij sinds 1958 toekende. Daarnaast is hij bekend van zijn boek over de Nederlanders, The Dutch puzzle uit 1966, in het Nederlands vertaald als Het raadsel Nederlander (1967). Voorts is hij in Nederland bekend geworden door de Duque de Baenalezing die sinds 2003 in Nederland jaarlijks werd gehouden over de Spaanse taal en cultuur.
De vader van de ambassadeur, Mariano Ruiz de Arana y Osorio de Moscoso, hertog van Baena (1861-1953) was als haar oom in 1921 huwelijksgetuige van Maria Christina de Borbón y Madan (1886-1985) bij haar huwelijk met de Nederlandse diplomaat Maurits van Vollenhoven (1882-1976).